# アイスランド関係記事の一覧
アイスランド関係記事の一覧（アイスランドかんけいきじのいちらん）

## あ行
- アイスランディック航空001便墜落事故 - 1978年に発生した航空事故
- アイスランド
- アイスランド・エクスプレス - 2002年創業の格安航空会社
- アイスランド王国 - 1918年から1944年にかけて存在した国家
- アイスランド沖海戦（小説『旭日の艦隊』での架空の戦闘）
- アイスランド沖の島嶼一覧
- アイスランドガイ - 貝
- アイスランド・カップ - サッカー大会
- アイスランドカモメ
- アイスランド・クローナ
- アイスランド系移民村 - 19世紀にカナダに存在
- アイスランド語
- アイスランド交響楽団
- アイスランド航空 - 1937年創業
- アイスランド語協会
- アイスランド国営放送
- アイスランド国立博物館
- アイスランド国教会
- アイスランド古典叢書
- アイスランド語の日
- アイスランド語版ウィキペディア
- アイスランドサッカー協会
- アイスランド時間
- アイスランド・シープドッグ（犬種）
- アイスランド人
  - アイスランド人の一覧
- アイスランド人の書（文学）
- アイスランド人の名前
- アイスランド侵攻
- アイスランド大学
- アイスランド中央銀行
- アイスランド中央高地
- アイスランド低気圧
- アイスランドにおけるバナナの生産
- アイスランドのイスラム教
- アイスランドの欧州連合加盟
- アイスランドの火山一覧
- アイスランドの火山活動
- アイスランドの河川（一覧）
- アイスランドのキリスト教化（歴史）
- アイスランドの銀行の一覧
- アイスランドの空港の一覧
- アイスランドの軍事
- アイスランドの警察
- アイスランドの県
- アイスランドの言語
- アイスランドの交通
- アイスランドの国章
- アイスランドの国旗
- アイスランドの在外公館の一覧
- アイスランドの自治体（一覧）
- アイスランドの首相
- アイスランドの政党
- アイスランドの世界遺産（一覧）
- アイスランドの選挙区（一覧）
- アイスランドの大統領
- アイスランドの滝（一覧）
- アイスランドの地域区分（一覧）
- アイスランドの地方（一覧）
- アイスランドの地理
- アイスランドの都市の一覧
- アイスランドのピジン・バスク語
- アイスランドの氷河（一覧）
- アイスランドのフィヨルド（一覧）
- アイスランドの湖（一覧）
- アイスランドのユーロビジョン・ソング・コンテスト（文化）
- アイスランドの歴史
- アイスランド病
- アイスランドプルーム（地学）
- アイスランド文学
- アイスランドペニス博物館
- アイスランド防衛隊
- アイスランドホットスポット（地学）
- アイスランド料理
- アゥルタネース (半島）
- アクラネース（自治体）
- アークレイリ（自治体）
- アスキャ（火山）
- アパヴァトン湖
- アルシング（議会）
- アルトナールフィヨルズル（フィヨルド）
- アルナマグネアン写本
  - その他のアイスランド語写本：AM 738 4to - AM 748 I 4to - SÁM 66 - 王の写本 - ヴォルム写本 - フラート島本 - メズルヴェドリル本
- イーサフィヤルザルデュープ（フィヨルド）
- イーサフィヨルズゥル空港
- イマジン・ピース・タワー（モニュメント）
- ウルヴァルステイルト（男子サッカーリーグ）
- ウルフリョゥスヴァトン（湖）
- エイイルススタジル（自治体）
- エイイルススタジル空港
- エイヤフィヤトラヨークトル（氷河、火山）
  - 2010年のエイヤフィヤトラヨークトルの噴火、2010年のエイヤフィヤトラヨークトルの噴火による交通麻痺
- エシャン山
- エスキュヴァトン（湖）
- エトリザヴァトン（湖）
- エーライヴァヨークトル（氷河、火山）
- エルトギャゥ（火山）
- エルトフェットル（山）
- オゥラフスフィヨルズゥル（自治体）
- オク (アイスランド)（火山）
- オッディ（自治体）

## か行
- カウプシング銀行
- カトラ火山
- ガルザバイル
- 北アイスランド西部（地方）
- 北アイスランド東部（地方）
- 北レイキャヴィーク選挙区
- キルキュバイヤルクロイストゥル（集落）
- グトルフォス（滝）
- クヴァールヴァトン湖
- クヴァンナダルスフニュークル（山）
- クヴィースラヴァトン湖
- クヴィータゥルヴァトン湖
- クヴィータヴァトン（湖）
- クベラゲルジ（自治体）
- クヴェルクフィヨットル（火山）
- クヴェルフィヤットル（氷河、火山）
- グライナロゥン湖
- グトルフォス
- グリトニル銀行
- グリムスヴォトン（湖、火山）
- グリムセイ島
- グリンダヴィーク（自治体）
- グリーンランド海
- クレイヴァルヴァトン湖
- ゲイシール（間欠泉）
- ケプラヴィーク（自治体）
- ケフラヴィーク国際空港
- ケリズ（火山湖）
- 高アイスランド語
- 古エッダ（文学）
- 国道1号線 (アイスランド)
- ゴーザフォス（滝）
- ゴジ（中世の神官）
- コーパヴォグル（自治体）
- ゴールデン・サークル（地域名）
- コールド・フィーバー（映画）

## さ行
- サガ（文学）
  - 主なサガ：アイスランド人の書 - 赤毛のエイリークのサガ - エギルのサガ - グリーンランド人のサガ - 植民の書 - フラヴンケルのサガ - 勇士殺しのアースムンドのサガ - ハルフレズのサガ
- サガネット
- サッカーアイスランド代表
- 賛美歌（アイスランドの国歌）
- シゴルドゥロゥン湖
- シベリアヒナゲシ - 英名「アイスランドポピー」だが、アイスランド共和国とは無関係
- 左翼環境運動
- 市民運動 (アイスランド)
- 自由党 (アイスランド)
- シンクヴァトラヴァトン湖
- シンクヴェトリル（国立公園、世界遺産
- 進歩党 (アイスランド)
- スカゥラネース （自然保護区）
- スカーガフィヨルズル（フィヨルド）
- スカールホルト（自治体）
- スカフタフェットル国立公園
- スキャゥルファンダフリョゥト（川）
- スケイザルアゥ（川）
- スコルラダルスヴァトン湖
- ストロックル間欠泉
- スノッリのエッダ（文学）
- スヴァルスエインギ地熱発電所
- スヴィーナヴァトン湖
- スルツェイ島
- スルタルタゥンガロゥン湖
- セイジスフィヨルズル（自治体）
- 西部フィヨルド
- セリャラントスフォス（滝）
- セルチャルトナルネース（自治体）
- ソイザウルクロウクル（自治体）
- ソグ川
- ソーラブロート（食文化）

## た行
- 大レイキャヴィーク（アイスランド首都圏）
- タラ戦争
- チョルトニン湖
- ディース（映画）
- デンマーク海峡
- デンマークの植民地
- 同盟 (アイスランド)
- 独立党 (アイスランド)

## な行
- 南西アイスランド（地方）
- 南西部選挙区 (アイスランド)
- 南部選挙区 (アイスランド)
- 西アイスランド（地方）
- ノース人によるアメリカ大陸の植民地化

## は行
- 白鳥の少女（小説）
- バッカ湾
- ハットルグリムス教会
- ヴァトナヨークトル氷河
- ハフナルフィヨルズゥル（自治体）
- バルザストロント（海岸）
- バルダルブンガ山（火山）
- 春にして君を想う（映画）
- 東アイスランド（地方）
- ヴィーク（自治体）
- ヴィーズエイ島
- ヒータルヴァトン（湖）
- フィムヴォルズハウルス
- フィヤトルスアゥルロゥン（湖）
- フーナ湾
- ブランダ（湖）
- ブリョンドゥオゥス（自治体）
- ブリョンドゥロゥン（湖）
- ブルーラグーン（温泉）
- ブレイザゥルロゥン（湖）
- ブレイザブリクUBK（サッカーのクラブチーム）
- フレーザヴァトン（湖）
- フロスターザヴァトン（湖）
- ヘイマエイ島
- ヘインギットル（火山）
- ヘクラ山
- ベストヴァトン（湖）
- ヴェストマン諸島
- ヴェストマンナエイヤル（自治体）
- ベッサスタージル（アイスランド大統領の公邸）
- ヘトリスヘイジ（山）
- ヘトリスヘイジ発電所
- ヘプン（自治体）
- ヘルズブレイズ（火山）
- ペルトラン（複合施設）
- 防衛庁 (アイスランド)
- ホゥプ礁湖
- 法律の岩
- 北西部選挙区 (アイスランド)
- 北東部選挙区 (アイスランド)
- ホーフス氷河
- ホフディ・ハウス（建物）
- ヴォプナフィヨルズル（フィヨルド）
- ボルガルネース（自治体）
- ボルンガルヴィーク（自治体）

## ま行
- 南アイスランド（地方）
- 南レイキャヴィーク選挙区
- ミーヴァトン湖
- ミールダルスヨークトル氷河
- 名馬グトルファフシと名剣グンフィエズル（民話）
- メンタスコリン・フラズブロイト（ギムナジウム）

## や行
- ヨークルスアゥルロゥン（湖、潟湖）

## ら行
- ラゥンガヴァトン（湖）
- ラゥンギショゥル（湖）
- ラーガルフリョゥト（湖、河川）
- ラキ火山
- ランズバンキ銀行
- レイキャヴィーク（自治体）
- レイキャヴィーク空港
- レイキャネース半島
- レイジータウン - アイスランドで制作され各国で放送されている子供向けテレビ番組
- ロイガルヴァトン（湖、集落）

## 羅数字
- .is（国別コードトップレベルドメイン）
- ISO 3166-2:IS（行政区分コード）
- KRレイキャヴィーク（総合スポーツクラブ）